# Narmada
Narmada (hindsky नर्मदा नदी, maráthsky नर्मदा नदी, gudžarátsky નર્મદા નદી [Narmadá nadí], anglicky Narmada River) je řeka v Indii na severozápadě Indického poloostrova (státy Madhjapradéš, Maháráštra a Gudžarát). Je 1250 km dlouhá (podle některých pramenů až 1400 km). Povodí má rozlohu přibližně 100 000 km².

## Průběh toku
Pramení v Amarkantaku, v horském hřbetu Maikal a protéká severní částí Dekánské plošiny. Převážnou část svého toku protéká hlubokou tektonickou dolinou (grabenem) mezi pohořími Vindhja na severu a Sátpurá na jihu. Ústí do Khambhátského zálivu Arabského moře, přičemž vytváří estuár.

## Vodní režim
Nejvodnější je v období letních monzunových dešťů. V červnu a v červenci mohou průtoky dosahovat až 55 000 m³/s, což je více než v tomto ročním období protéká Gangou.

## Využití
Na dolním toku se využívá na zavlažování a leží zde města Bharúč, Ankléšvar. Vodní doprava je možná v estuáru. Na říčním ostrově Sádhu stojí nejvyšší socha na světě představující indického bojovníka za nezávislost Vallabhbháího Patéla.
V povodí této řeky se nacházejí významná paleontologická naleziště dinosauřích fosilií a zkamenělých vajec i celých hnízdišť.